# Mount Stuart House

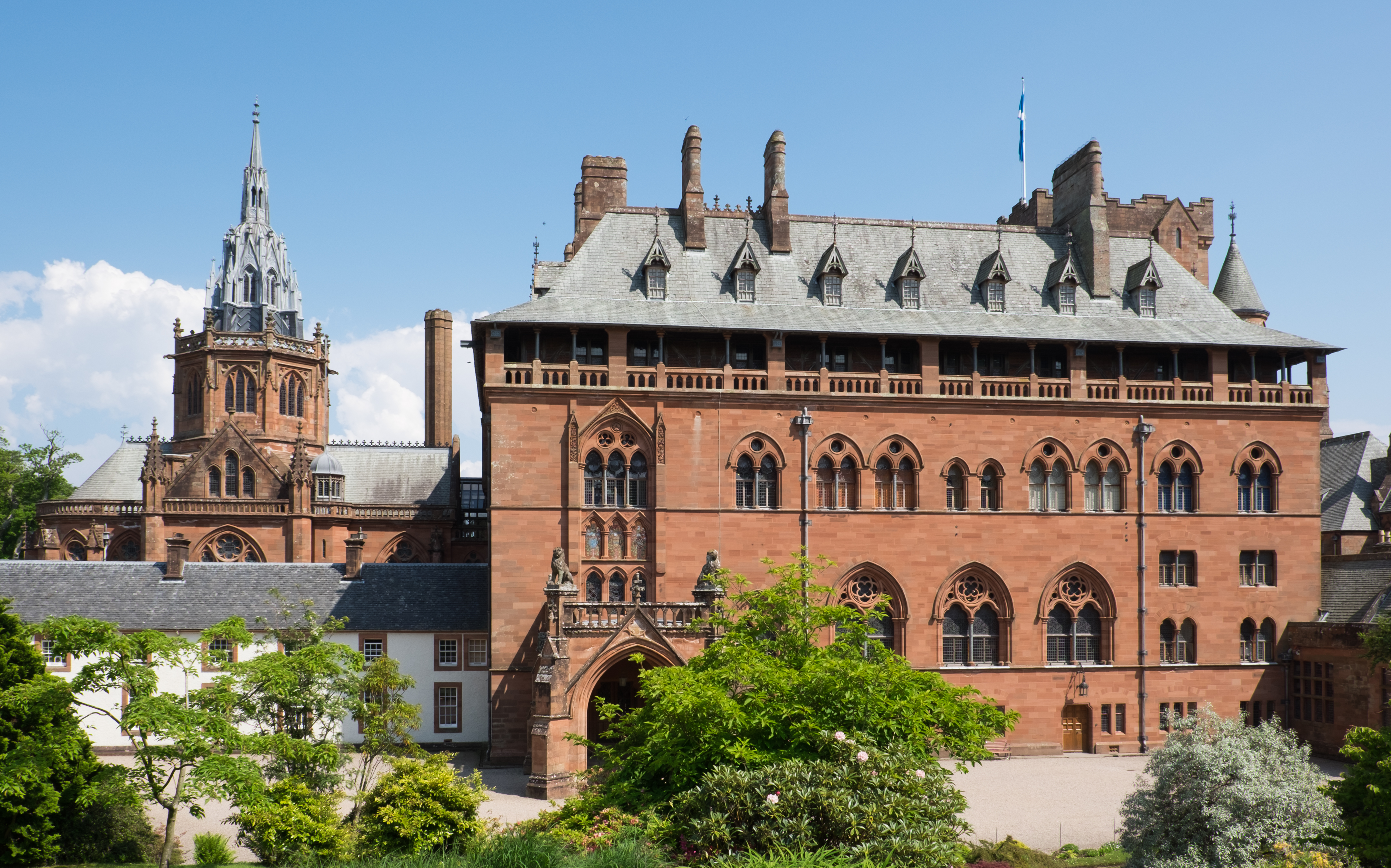
Partea de vest, cu una din aripile casei anterioare

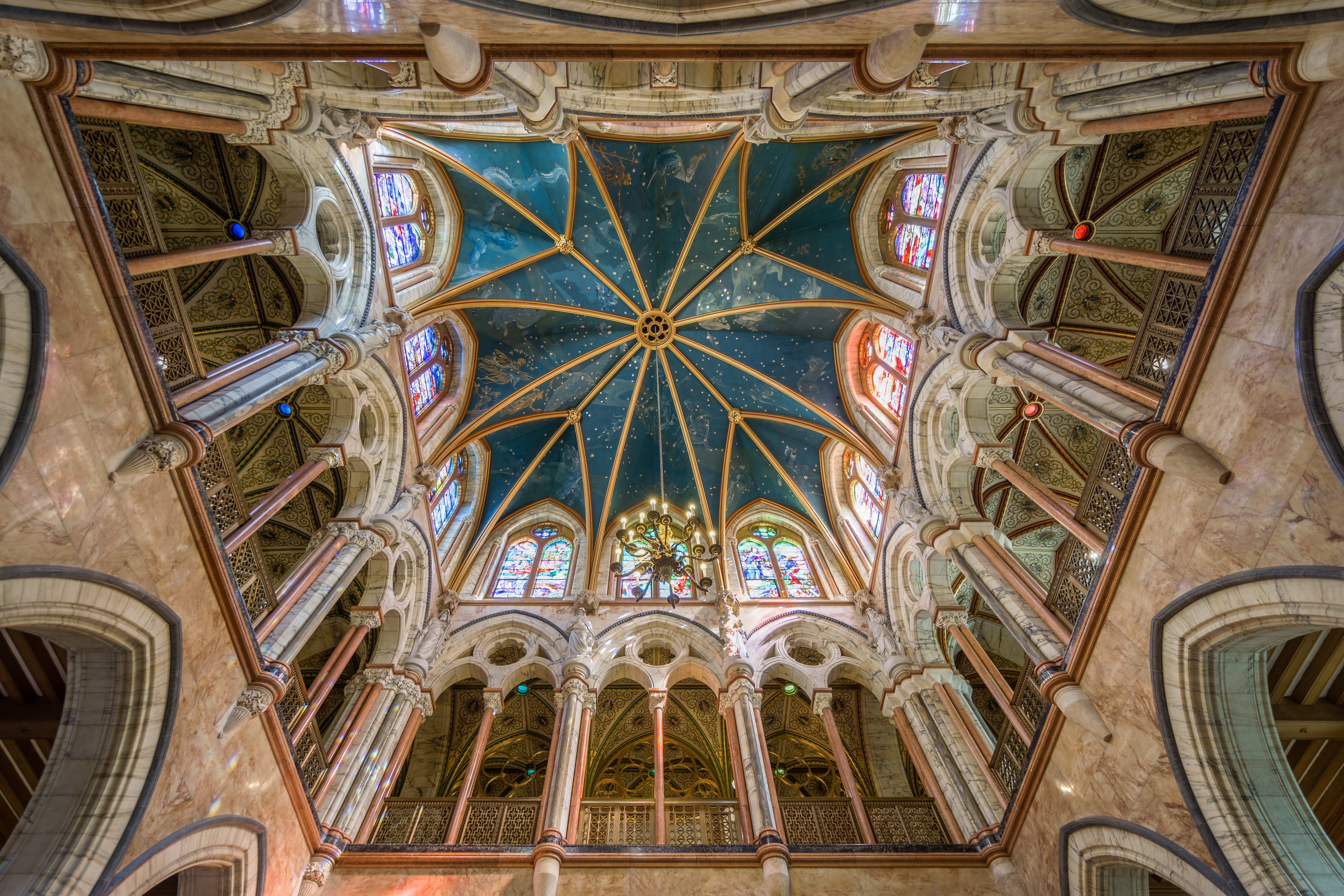
Tavanul din Sala de Marmură

Mount Stuart House, de pe coasta de est a Insulei Bute, Scoția, este un castel englez neogotic și originea ancestrală a Marchizilor de Bute. Acesta a fost proiectat de Sir Robert Rowand Anderson pentru al 3-lea Marchiz de Bute la sfârșitul anilor 1870, înlocuind o casă proiectată de către Alexander McGill care a ars în 1877. Casa este o clădire de clasa A.

## Context
Casa este reședința familiei Stuart de Bute, derivat din funcția ereditară de „Steward of Bute” deținută încă din 1157. Familia este descendentă directă pe linie masculină a lui John Stewart, fiul nelegitim al Regelui Robert al II-lea al Scoției, primul Rege Stuart, cu amanta sa, Moira Leitch. În virtutea acestei descendențe, membrii familiei sunt, de asemenea, urmașii lui Robert Bruce, a cărui fiică Marjorie a fost mama lui Robert II prin căsătoria ei cu Walter Stewart, al 6-lea High Steward al Scoției.

## Istoric

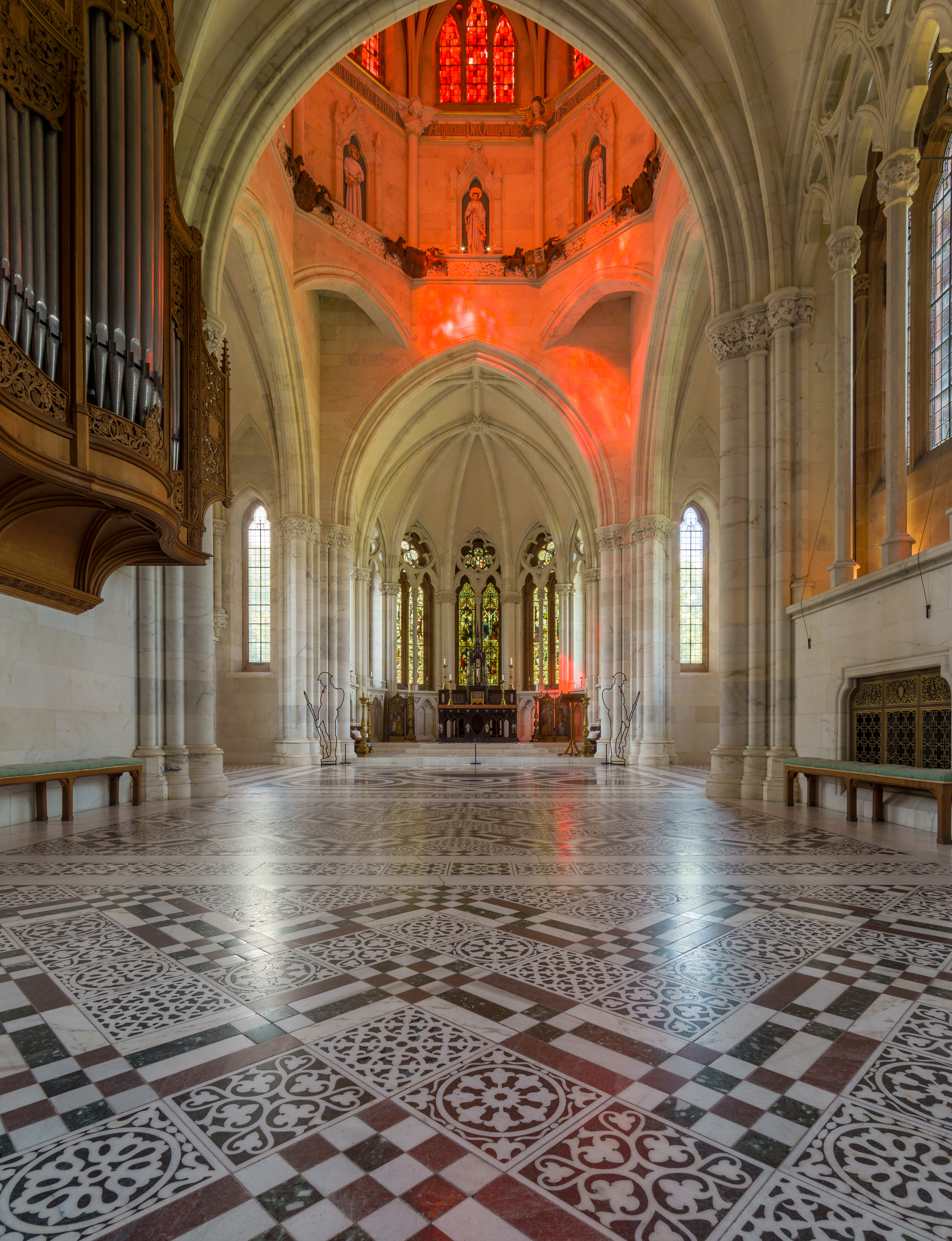
Interiorul capelei

Casa originală a fost construită în anul 1719 de către al 2-lea Conte de Bute, dar reconstruită de al 3-lea Marchiz de Bute în urma unui incendiu pe 3 decembrie 1877. După creațiile sale de la Castelul Cardiff și Castell Coch din Cardiff, Marchizul a folosit o mare parte dintre constructorii și muncitorii pe care i-a avut angajați în South Wales, inclusiv pe arhitectul William Burges și o parte a echipei sale. Burges a construit un oratoriu în casă. Partea principală a casei actuale este un exemplu impresionant de arhitectură în stil neogotic din secolul al XIX-lea, construită din piatră roșu-brună. Printre caracteristicile principale ale Mount Stuart se numără sala cu coloane de marmură din centrul clădirii și capela de marmură, care are o turlă spiralată complicată și care este cea mai înaltă parte a clădirii. Două aripi construite anterior într-un stil foarte diferit încă există. Acestea sunt mult mai mici, cu ferestre în stil georgian și sunt vopsite în alb.
O mare parte din mobilier a fost proiectat special pentru casă de Robert Weir Schultz în primii ani ai secolului al XX-lea. De asemenea, el a pus bazele mai multor secțiuni din grădină.
Mount Stuart House pretinde a avea în proprietate prima piscină încălzită în casă din lume. Deoarece a fost prima casă din Scoția care a fost alimentată cu energie electrică, ar fi putut fi prima care să aibă o piscină încălzită. Cu toate acestea, piscine încălzite în case britanice pot fi găsite încă din epoca romană.
Casa găzduiește Colecția Bute, o colecție privată de artă și artefacte. Colecția conține și arhive, cărți, mobilier și argintărie reflectând interesele familiei Bute în diverse generații, inclusiv 25.000 de cărți pe teme de teologie, botanică, agricultură și istorie și literatură scoțiană.
În aprilie 2016, a fost anunțat că un First Folio de Shakespeare a fost descoperit în bibliotecă. Acesta a aparținut lui Isaac Reed.
Casa este deschisă pentru public.